# Emmanuel Carlebach
Pour les articles homonymes, voir Carlebach.
Emanuel Shalom Menachem Carlebach dit Emanuel (ou Emmanuel) Carlebach (18 janvier 1874, Lübeck, Empire allemand-3 décembre 1927, Cologne, Rhénanie-du-Nord-Westphalie) est un rabbin allemand, qui durant la Première Guerre mondiale, avec le rabbin Pinchas Kohn (1867-1941), est un conseiller rabbinique pour les forces d'occupation allemandes en Pologne. Il collabore étroitement dans cette capacité avec le grand-rabbin hassidique de Gour, le rabbin Avraham Mordechai Alter (1866–1948). De cette collaboration va naître le mouvement de l'Agoudat Israel, visant à unifier le judaïsme européen, de l'Est et de l'Ouest. Il est rabbin à Memel, aujourd'hui Klaipėda en Lituanie, puis à Cologne (Allemagne). C'est un oncle du rabbin Shlomo Carlebach.

## Biographie
Emmanuel Carlebach est né le 18 janvier 1874 Lübeck, Empire allemand.
Il est un des sept fils du rabbin Salomon (Shlomo) Carlebach et de Esther Adler, Son père, Salomon Carlebach, né le 28 décembre 1845 à Bruchsal, Karlsruhe, grand-duché de Bade et mort le 12 mars 1919 à Lübeck, est le rabbin de Lübeck. Sa mère, Esther Adler, est née le 2 juin 1853 à Lübeck, fille de l'ancien rabbin de Lübeck, rabbi Alexander Sussmann Adler (de) (1816-1869), et est morte dans cette ville le 14 février 1920. Quatre de ses frères deviennent aussi rabbins : Ephraim Carlebach (1879-1936), Joseph Carlebach (1883-1942), David Carlebach (1885-1913) et Hartwig Naftali Carlebach (1889-1967). Ses autres frères sont: Alexander Carlebach (1872-1925), Shimshon Carlebach (1875-1942), Moshe Carlebach (1881-1939) et ses sœurs sont Bella Carlebach (1876-1961), Sara Carlebach (1880-1928), Cilly Carlebach (1884-1968) et Miriam Carlebach (1888-1962).
Son fils, Alexander Carlebach (26 mars 1908, Cologne-20 novembre 1992), immigre en 1935 au Royaume-Uni. Il devient rabbin du Golders Green Beth Hamedrash puis du North Hendon Adath Synagogue, à Londres. Il devient grand-rabbin de Belfast et d'Irlande du Nord de 1954 à 1965 et immigre en Israël, en 1966.

### Études
Emmanuel Carlebach fait ses études rabbiniques au Séminaire rabbinique Hildesheimer de Berlin. Sa thèse de doctorat en 1896 à l'université de Würtzburg s'intitule: Guyau's metaphysische Anschauungen.

### Memel
Emmanuel Carlebach est le rabbin de Memel, aujourd'huui Klaipėda en Lituanie, de 1898 à 1904,.

### Cologne
Emmanuel Carlebach devient ensuite le rabbin de Cologne en Rhénanie-du-Nord-Westphalie, Allemagne,.

### Pologne

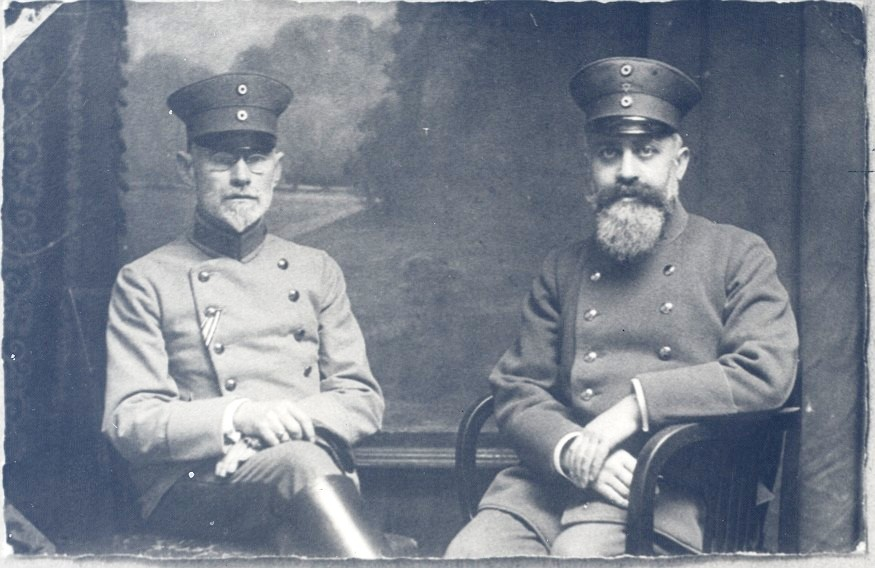
Les rabbins Emmanuel Carlebach (à droite) et Pinchas Cohen, aumôniers de l'armée allemande, à l'origine de la fondation dAgoudat Israel pendant la Première Guerre mondiale

Durant la Première Guerre mondiale, avec le rabbin Pinchas Kohn (1867-1941), est un conseiller rabbinique pour les forces d'occupation allemande en Pologne. Il collabore étroitement dans cette capacité avec le grand-rabbin hassidique de Gour, le rabbin Avraham Mordechai Alter (1866–1948). De cette collaboration va naître le mouvement de l'Agoudat Israel, visant à unifier le judaïsme européen, de l'Est et de l'Ouest,,,,,.
Il établit une école secondaire pour filles à Varsovie, l'école Chawaceles, en 1915. Il choisit comme directrice Sara Tennenwurce, la grand-mère de la célèbre socio-linguiste américaine Deborah Tannen.